# Libero de Libero
Libero De Libero (Fondi, 10 settembre 1903 – Roma, 4 luglio 1981) è stato un poeta, critico d'arte e narratore italiano.

## Biografia
Nato a Fondi (ora in provincia di Latina, ma allora provincia di Caserta o, più esattamente, di Terra di Lavoro), in una famiglia numerosa con la quale all'età di tre anni per motivi di lavoro del padre si trasferisce a Patrica. I genitori maneschi gli diedero peraltro l'opportunità di coltivare la sua passione per la lettura e di sperimentare la sua incipiente vena poetica. Come lui stesso rivelò in un'intervista: «Un ragazzo abbottato di schiaffi in famiglia e di letture d'ogni genere, che un certo giorno scrive una poesia e se ne vergogna come d'un grosso peccato; poi da giovane ci riprova e comincia a far finta di vergognarsene, da uomo continua e non se ne vergogna più.»
Nella stessa intervista De Libero raccontò di aver trascorso un anno in un convento di frati missionari con seminario, nelle vicinanze di Roma. Di questa esperienza, vissuta con sofferenza a causa del suo spirito ribelle, egli serberà un ricordo vivo e amaro che sarà trasferito nel romanzo Camera oscura (1952).
Gli anni formativi furono quelli degli studi classici, da lui compiuti nel Lazio meridionale tra Ferentino e Alatri dove fu allievo di Luigi Cellucci. Furono gli insegnanti a introdurlo alla poesia di Dante, Leopardi, Baudelaire, i grandi poeti che lo «ubriacarono». Furono gli anni delle letture sistematiche e della vita di provincia, che resterà tra le memorie nostalgiche del poeta: «Al suo ambiente solitario, ricco di pollini segreti e di quotidiane visioni, io debbo un'eccezionale vicenda di sentimenti e di pensieri che m'hanno aiutato a diventare uomo.»
Si trasferì a Roma nel 1927, non tanto per frequentare i corsi universitari di giurisprudenza, quanto per respirare in pieno il fervore artistico e letterario di quegli anni. L'anno successivo, con Luigi Diemoz fondò la rivista letteraria Interplanetario, che ebbe tra i collaboratori Corrado Alvaro, Massimo Bontempelli e Alberto Moravia. In quegli stessi anni (dal 1928 al 1934) nello studio di Mario Mafai si formò il gruppo dei pittori della Scuola romana. De Libero seguì assiduamente questi artisti e ne commentò le opere con i primi saggi su Mafai e Scipione. A Roma conobbe anche il compaesano Domenico Purificato introducendolo nell'ambiente artistico della Scuola Romana.

Non interruppe mai i rapporti artistici con la sua terra d'origine ed ispiratrice delle sue composizioni, frequentando artisti ed intellettuali soliti incontrarsi presso la galleria "La Saletta" a Frosinone.
Nel 1941 ottenne la cattedra di Storia dell'arte nel liceo artistico di Roma. Intanto diventava sempre più ricca e significativa la sua produzione poetica: nel 1946 Mondadori pubblicò Il Libro del forestiero, raccolta di tutte le sue liriche dal 1930 al 1942. Fecero seguito le raccolte Banchetto (1949), Ascolta la Ciociaria (1953), Madrigali (1967).
All'inizio degli anni Cinquanta furono pubblicati in rapida successione i suoi due romanzi Amore e morte (1951) e Camera oscura (1952). In effetti la sua non trascurabile attività di prosatore - sia come saggista, sia come narratore - durò oltre vent'anni, fino al 1970. Durante questo lungo periodo la sua produzione poetica ebbe un forte rallentamento, se non un arresto, per poi riprendere con la raccolta di poesie Di brace in brace, che vinse il premio Viareggio 1971. L'ultima silloge Circostanze uscì nel 1976 e fu seguita nel 1980 da Poesie, con introduzione di Carlo Bo, appena un anno prima della morte di De Libero, avvenuta a Roma il 4 luglio del 1981. Le sue spoglie fino al dicembre 2022 si trovavano nel cimitero di Patrica, luogo che amò fortemente tanto che diceva di esserci nato e frequentó per tutta la vita con assiduità. Negli anni novanta una delegazione ufficiale arrivò dal Comune di Fondi per reclamare e trasferire le sue spoglie in terra natía ma il Comune di Patrica si oppose. In effetti risulta che con testamento pubblico repertorio n. 150 degli atti di ultima volontà, raccolto il 4 febbraio 1981 dal Notaio Alfredo De Martino in Roma, il poeta nominò quale sua erede universale la propria nipote Franca De Libero, figlia del suo fratello Luigi. Nel testamento in questione il poeta dichiara testualmente: " "Desidero essere sepolto a Fondi". Questa sua esplicita volontà, dichiarata appena 5 mesi prima della sua morte, pone una pietra tombale definitiva su tutte le voci che favoleggiano su una sua presunta volontà di essere sepolto a Patrica. Nel 2022 sono state definite le controversie giudiziarie con le quali un suo pronipote, figlio di Franca De Libero, aveva chiesto di ottenere l'esecuzione delle ultime volontà del poeta di riposare nella sua città natale, a cui si opponeva il Comune di Patrica.
Nella tarda mattinata del 20 dicembre 2022, i resti mortali del poeta hanno così lasciato il cimitero di Patrica e sono stati traslati a quello di Fondi, in esecuzione di una sentenza del TAR Lazio di Latina, che nell'aprile 2022 ha definitivamente sancito che andasse rispettata l'ultima volontà del Poeta di essere sepolto nella sua terra natìa,

## Poetica
La poesia di De Libero - se pure è riconducibile all'ambito dell'ermetismo e più precisamente alla cosiddetta linea meridionale dell'ermetismo, nella quale la critica inserisce anche il lucano Leonardo Sinisgalli, il siciliano Salvatore Quasimodo, il salernitano Alfonso Gatto, il pugliese Vittorio Bodini - è, in analogia con gli altri poeti meridionali appena nominati, intimamente e saldamente legata alla sua terra, evocata di continuo nella trama densa e appassionata dei suoi versi. Ed è la continuità e la forza di questa adesione, a differenziarlo nettamente da altri lirici ermetici, sottraendo il suo linguaggio ai rischi della poetica "pura" e sostanziandolo di una ricca esperienza umana, come osservò tra i primi Giorgio Bàrberi Squarotti. La sua lirica, infatti, si avvale di «un forte linguaggio lirico-realistico, nel quale vive grandiosamente il paesaggio solenne e fosco, popolato di sentimenti intensi, come l'amore, gli affetti domestici, le memorie dell'infanzia. Egli non rinuncia alla sintassi allusiva ed ellittica della civiltà ermetica, ma ne evita l'astrattezza riempiendola di un senso vigoroso del reale.»
Questo inconfondibile linguaggio ha quasi costantemente per oggetto la natura, e per essa il desolato e solenne paesaggio della Valle Latina, umile e mitico insieme. Un paesaggio che non fa solo da ispirazione e da sfondo, ma anima gran parte delle sue opere, compresi i due romanzi. De Libero non cade mai nella bozzettistica o nella oleografia, come notò con il solito acume Emilio Cecchi, rimarcando la «serietà d'un lirismo popolano, che non ha nulla a che vedere con arzigogoli folcloristici e con rustiche mitologie trasportate ad usi letterari.»
Anche la prosa di Amore e morte (forse meno quella dell'altro romanzo, Camera oscura) si avvale di un «linguaggio lirico carico di potenti inflessioni descrittive e di colorita sensualità». La produzione in versi degli ultimi tempi - e in particolare la raccolta Di brace in brace, che gli valse il premio Viareggio - è giocata sul registro della fuga inesorabile del tempo, con ritmi tragici e risonanze della memoria.

## Opere
La sua produzione poetica è ora raccolta in Scempio e lusinga (1950-1956), Milano, Arnoldo Mondadori Editore 1972; Di brace in brace (1956-1970), Premio Viareggio 1971 nella sezione poesia
), Milano, Mondadori 1971; Circostanze (1971-1975), Milano, Mondadori, 1976. Nel 1994 è uscito Borrador, Diario 1933-1955, Nuova ERI Edizioni Rai.
Qui di seguito sono elencate le singole opere poetiche, narrative e saggistiche (critica d'arte).

### Poesia
- Solstizio, Roma, "Quaderni di Novissima", 1934.
- Proverbi, Roma, Edizioni della Cometa, 1938.
- Testa, Roma, Edizioni della Cometa, 1938.
- Eclisse, Roma, Edizioni della Cometa, 1940.
- Epigrammi, Milano, Scheiwiller, 1942.
- Il libro del forestiero (1930-1942), Roma, Nuove edizioni italiane, 1945.
- Banchetto, Milano, Mondadori, 1949. secondo ex aequo al Premio Viareggio[9]
- Ascolta la Ciociaria, Roma, De Luca, 1953.
- Sono uno di voi, Trieste, Alut, 1963.
- Romanzo, Milano, Schleiwiller, 1965.
- Madrigali, Lussemburgo, ed. "Origine", 1967.
- Preludio, Verona, Editiones dominicae, 1971.
- Poesie, introduzione di Carlo Bo, Milano, Mondadori, 1980.
- Le Poesie, a cura di Valentina Notarberardino e Anna Maria Scarpati; introduzione di Marcello Carlino. Roma, Bulzoni, 2011.

### Narrativa
- Malumore (racconti), Roma, OET, 1945.
- Amore e morte (romanzo), Milano, Garzanti, 1951.
- Camera oscura (romanzo), Milano, Garzanti, 1952.
- Il guanto nero (racconti), Venezia, Sodalizio del libro, 1959.
- Racconti alla finestra, Milano, Bietti, 1969.

### Critica d'arte
- Gisberto Ceracchini, Milano, Hoepli, 1935.
- Mario Mafai, Roma, De Luca, 1949.
- Valéry parente illustre, Milano, ed. All'insegna del pesce d'oro, 1955.
- Volti di Masaccio, Ivrea, Olivetti, 1956.
- Il trionfo della morte, Palermo, S. F. Flaccovio, 1958.
- Enotrio, Roma, Edizioni La Bancarella, 1962.
- Sinisgalli, poeta che disegna, Roma, 1963.
- Mino Maccari, Milano, Scheiwiller, 1976.

### Sceneggiature cinematografiche
- Non c'è pace tra gli ulivi di Giuseppe de Santis
- Giorni d'amore di Giuseppe De Santis.

## Traduzioni
- Solstice (italiano-francese), Giuseppe Santoliquido, Ker éditions, 2016.

### Altre letture
- Carlo Betocchi, in Frontespizio, luglio 1935.
- Lorenzo Gigli, Gazzetta del popolo, 24 febbraio 1935.
- Alberto Savinio, in La Stampa, 18 dicembre 1936.
- Raul Maria De Angelis, in Italia letteraria, 28 giugno 1936.
- Alfonso Gatto, in Campo di Marte, 1º gennaio 1939.
- Emilio Villa, in Letteratura, gennaio 1940.
- Libero Bigiaretti, in La Fiera letteraria, 21 novembre 1946.
- Arnaldo Bocelli, in La nuova Europa, 3 febbraio 1946.
- Giulio Petroni, in La Fiera letteraria, 8 agosto 1946.
- Giorgio Caproni, in Mondo operaio, 18 giugno 1949.
- Elio Filippo Accrocca, in Avanti!, 11 ottobre 1952.
- Piero Chiara, in L'Esperienza poetica, Bari, aprile-giugno 1954.
- Giorgio Bàrberi Squarotti, in Grande dizionario enciclopedico, volume quarto, Torino, UTET, 1956, p. 447.
- Enrico Falqui, in Novecento letterario, serie sesta, Firenze, Vallecchi, 1961, pp. 60–69.
- Gianfranco Contini, in Letteratura dell'Italia unita 1961-1968, Firenze, Sansoni, 1968, p. 914.
- Gaetano Mariani, in Letteratura italiana - I Contemporanei, volume terzo, Milano, Marzorati, 1973, pp. 535–558.
- Romano Luperini, in Il Novecento, volume secondo, Torino, Loescher, 1981, pp. 600 e segg.
- Renatoo Bernacchini, in Dizionario biografico degli italiani, volume 36°, Roma, Treccani, 1988.
- Giuseppe Lupo, Poesia come pittura: De Libero e la cultura romana, 1930-1940, Milano, Vita e Pensiero, 2002.
- Gerardo Salvadori, Libero De Libero. Memoria e scrittura, Napoli, Loffredo, 2002.
- Libero De Libero e gli artisti della Cometa, a cura di F. Catalano, A. Pirani e A. Porciani, Roma, Palombi, 2014.